# 陆肖站
陆肖站位于中华人民共和国四川省成都市双流区，目前为成都地铁6号线的一座车站。本站于2020年12月18日随成都地铁6号线开通而启用。本站在规划阶段曾用名“双陆路站”。

## 车站结构
本站为地下二层12米宽岛式站台车站。
| 地面      |                                | 出入口                           |  |
| 地下 一层 | 站厅层                         | 安检、售票机、卫生间             |  |
| 地下 二层 |                                | 6号线列车往望丛祠方向 （张家寺） |  |
| 地下 二层 | 岛式站台，左边车门将会开启     |                                  |  |
| 地下 二层 | 6号线列车往兰家沟方向 （观东） |                                  |  |

## 出入口信息
本站目前开放3个出入口。
| 出口编号 | 设施                | 地点                       | 可到达目的地 | 照片 |
| -------- | ------------------- | -------------------------- | ------------ | ---- |
|          |                     |                            |              |      |
|          | 无障碍卫生间 哺乳室 | 吉龙一街、润和路、吉龙二街 |              |      |
| 出口 · B |                     | 吉龙一街、润和路           |              |      |
| 出口 · C | 无障碍电梯          | 润和路、吉龙路、应龙北二路 |              |      |